# الیکایی دره‌ای
الیکایی دره‌ای (نام علمی: Catherpes mexicanus) نام یک گونه از تیره الیکایی است.